# 迪奥尼齐耶·德沃尔尼奇
迪奥尼齐耶·德沃尔尼奇（1926年4月27日—1992年10月30日），克罗地亚男子足球运动员，场上位置是前锋。他曾代表南斯拉夫国家队参加1954年国际足联世界杯，结果队伍止步八强赛。